# Université Mohammed VI des Sciences de la Santé
Pour les articles homonymes, voir Université Mohammed VI.
L’Université Mohammed VI des Sciences et de la Santé (UM6SS) est une université marocaine semi-publique à but non lucratif fondée en 2014. Elle est affiliée à la Fondation Mohammed VI des Sciences et de la Santé (FM6SS) et concentre ses activités sur la formation et la recherche en santé.

## Histoire
L’Université Mohammed VI des Sciences de la Santé a été fondée en 2014 par la Fondation Mohammed VI des Sciences et de la Santé, en tant qu’établissement semi-public à but non lucratif, dont le siège est à Casablanca, au Maroc. Elle s’est structurée autour d’un pôle consacré à la formation et à la recherche dans le domaine de la santé, comprenant plusieurs facultés et écoles spécialisées.
Au fil des années, l’UM6SS a étendu ses implantations, en développant des campus à Rabat, Dakhla ainsi qu’à Casablanca sur d'autres sites. Des extensions à Agadir et Marrakech ont été annoncées pour la rentrée universitaire 2025-2026.

## Campus
L’UM6SS exploite plusieurs campus au Maroc. Le site principal est situé à Casablanca, réparti entre Anfa City, la Ligue Arabe et Bouskoura,.
À Rabat, le campus de Madinat Al Irfane accueille notamment les filières de médecine, de médecine vétérinaire et d’autres formations en sciences de la santé. La ville de Rabat abrite également le nouvel Hôpital Universitaire International Mohammed VI. Un campus à Dakhla propose des cursus similaires, centrés sur les sciences et métiers de la santé. L’université dispose également de campus à Agadir et à Marrakech.

## Mission et formations
L’UM6SS dispense des programmes de formation dans les domaines de la médecine, de la pharmacie, de la médecine dentaire, des sciences infirmières, de l’ingénierie biomédicale, de la santé publique, et d'autres disciplines connexes. Ces formations sont réparties entre plusieurs écoles et facultés, telles que la Faculté de Médecine, la Faculté de Pharmacie, l’École d’Ingénieurs en Sciences de la Santé, et l’École Internationale de Santé Publique.
La mission de l’université comprend la formation, le développement de la recherche scientifique ainsi que la contribution à l’amélioration des pratiques de santé au Maroc et dans la région.

## Partenariats
L’Université Mohammed VI des Sciences de la Santé développe des collaborations avec des institutions nationales et internationales dans les domaines de la formation, de la recherche, des soins et de la simulation médicale.

### Partenariats nationaux
Au Maroc, l’UM6SS coopère avec plusieurs acteurs publics et privés, dont le Ministère de la Santé et de la Protection sociale, le Ministère de l’Enseignement supérieur, ainsi que divers centres hospitaliers universitaires. Elle entretient également des accords avec la Caisse nationale de sécurité sociale, Saham Fondation, Crédit Agricole et Al Barid Bank,.

### Partenariats internationaux
L’université collabore avec des institutions académiques et médicales étrangères, parmi lesquelles :
- Harvard Medical Faculty Physicians (États-Unis)[11]
- Université Paris Cité (France)
- Université de Franche-Comté (France)
- Université de Montréal (Canada)
- CHU de Montpellier (France)
- Institut catholique de Lille (France)
- University of Illinois Chicago (États-Unis)
- Hôpital Aristide Le Dantec (Sénégal)
- Institut Pasteur d’Abidjan (Côte d’Ivoire)